# Pierre Gauthier (hockey sur glace)
Pierre Gauthier (né en 1953 à Montréal au Canada) est une personnalité qui œuvre au sein de la Ligue nationale de hockey. 

## Carrière
Après avoir été directeur-général des Sénateurs d'Ottawa de 1995 à 1998 puis des Mighty Ducks d'Anaheim de 1998 à 2002, Gauthier est nommé directeur-général des Canadiens de Montréal le 8 février 2010 à la suite de la démission de Bob Gainey, qui devient alors son conseiller. Le 29 mars 2012, les Canadiens de Montréal annoncent son congédiement alors que l'équipe termine à la dernière position de l'association de l'est.
Il est aujourd'hui responsable du personnel des joueurs pour les Blackhawks de Chicago.